# Cameron Phillips
Cameron Phillips è un personaggio della serie televisiva Terminator: The Sarah Connor Chronicles interpretato da Summer Glau. Nella serie, Cameron è un Terminator (un cyborg) con sembianze femminili inviato dal 2027 da John Connor con la missione di proteggere il se stesso più giovane nel passato.

## Personaggio
Cameron è un Terminator facente parte di una sconosciuta serie T-900 classe TOK-715. Come anche la serie 800, è dotata di un endoscheletro di lega metallica ultraresistente rivestito da tessuti umani.
Si differenzia dagli altri Terminator per varie caratteristiche: riesce a inghiottire cibo, percepire e imitare le emozioni umane, come piangere o ridere; dispone di una visuale in grado di cambiare in tre diverse modalità, blu, rossa e multicolore (a differenza degli altri modelli, che hanno una visuale solo rossa), e possiede uno scanner su entrambe le mani, con i quali può effettuare rapide scansioni su persone o oggetti. In caso di necessità, può anche effettuare autoriparazioni sul proprio endoscheletro.
In uno degli episodi della prima stagione un altro Terminator, inviato dal futuro per uccidere i combattenti della resistenza nel 2007, analizza Cameron durante un combattimento. Esso non è in grado di identificare il suo modello, poiché sulla visuale appare la scritta "Cyborg sconosciuto".
Malgrado le delicate fattezze femminili, Cameron è dotata di una forza sovrumana, riuscendo a tener testa anche al Terminator chiamato Cromartie. Riesce a percepire il calore e, come gli altri modelli, ha nel proprio database la conoscenza completa dell'anatomia umana, che utilizza sia per prestare cure mediche in caso d'emergenze sia per uccidere con precisione.
Si apprende in un flashback che il suo aspetto esteriore è stato copiato da una combattente della Resistenza umana di nome Allison Young, la quale viene catturata e interrogata sulla localizzazione del suo plotone e di John Connor. Dopo aver subito l'interrogatorio, il Terminator prende le sembianze di Allison Young e la uccide, rubandole il braccialetto che porta al polso, usato come una sorta di pass di riconoscimento dai membri della Resistenza. Successivamente viene scoperta e riprogrammata da John Connor, con l'intento di aiutare gli uomini contro le macchine. Rimarrà con John Connor e ne farà le veci di luogotenente, standogli sempre vicino.
Viene mandata indietro nel tempo per proteggere la versione adolescente di John Connor contro gli altri Terminator mandati dal futuro. Subisce un danneggiamento del proprio chip, il che, malgrado le riparazioni, la rende talvolta instabile. In un'occasione la sua programmazione originaria prende il sopravvento e Cameron tenta di uccidere il giovane John Connor.